# Řehole svatého Benedikta

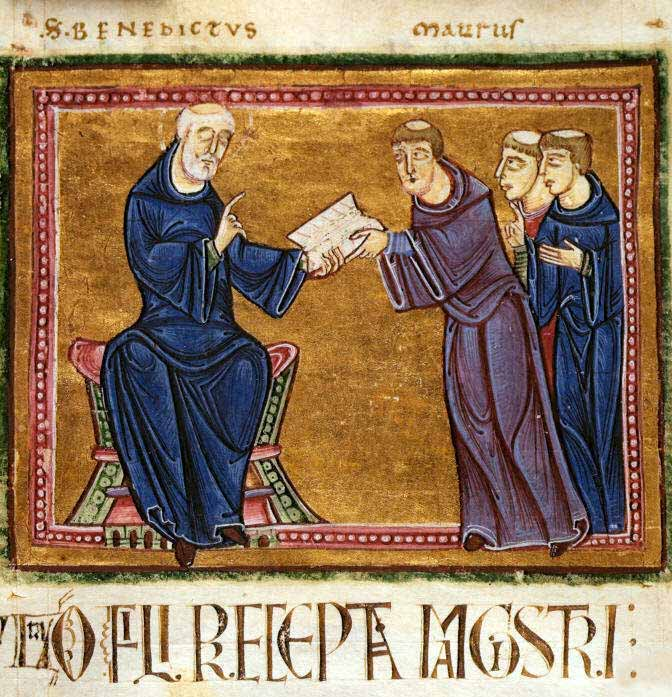
Benedikt z Nursie předává svou řeholi sv. Maurovi a ostatním mnichům; fr. miniatura z rukopisu Benediktovy řehole, opatství St. Gilles, 1129

Řehole svatého Benedikta neboli Řehole Benediktova (latinsky Regula Benedicti) je řehole (regule), soubor pravidel mnišského života, jejíž autorství je tradičně připisované zakladateli západního mnišství svatému Benediktu z Nursie (asi 483 – asi 543). Ve skutečnosti je s jeho jménem toto dílo v pramenech spojováno až od 7. století. Obsahem je soubor pravidel pro život v katolickém klášteře přehledně rozdělený do 73 kapitol. Autor vychází ze starších řeholí a hojně cituje Bibli.

## Zdroje

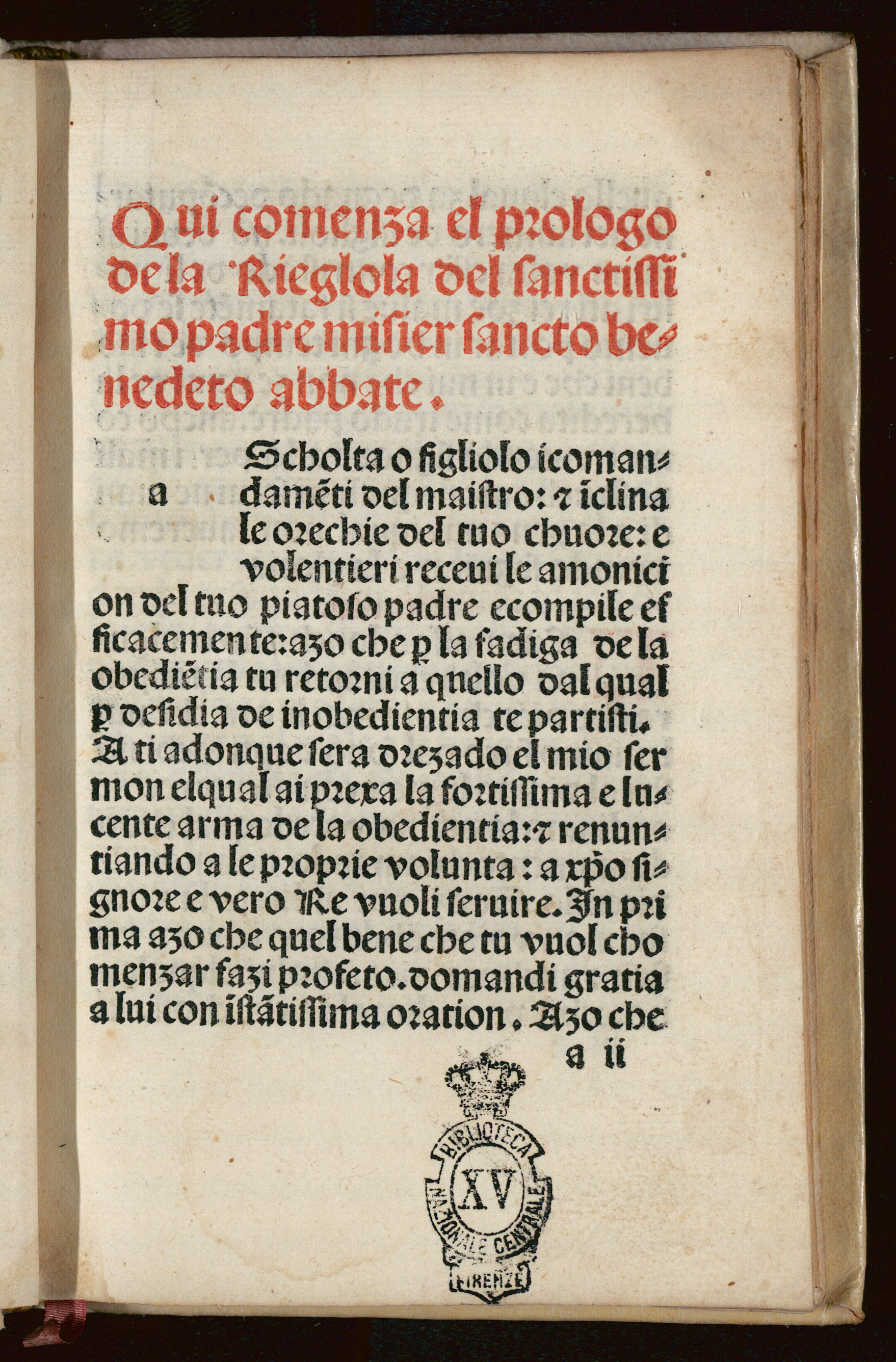
Regula, 1495

Během 5. století bylo řeholí organizující život v klášteře rozšířeno téměř třicet a u mnohých zůstal autor anonymní. Jejich rozsah se pohyboval od jednoho listu strohých přikázání po obsáhlé spisy. Většina vycházela ze silné východní mnišské tradice. Po mnoha letech badatelských rozepří byl přijat konsensus, že Benediktova řehole není zcela původní, ale jedná se do velké míry o jakýsi výtah z tzv. Řehole Mistrovy (neboli Magistrovy, Regula Magistri), která je asi třikrát delší. Mistrova řehole, jejíž autor není znám, byla současná řeholi sv. Cesaria, ale nezahrnovala ještě učení sv. Augustina. Autor Benediktovy řehole se ve svém díle nepouštěl do složitých vývodů. Ač neuměl řecky, tak sepsal praktickou a harmonickou syntézu téměř veškerého dosavadního učení. Zdá se, že byl již obeznámen s učením sv. Augustina. Díky zkrácení Mistrovy řehole byla řehole sv. Benedikta srozumitelnější a nabyla osobité prostoty výrazu.

## Obsah
Spis má úvod a 73 kapitol, které se obvykle dělí na dvě části – první se zabývá především duchovní naukou (1–7) a druhá praktickými ustanoveními (8–73). První část obsahuje výčet druhů mnichů, pravidla pro ustavení opata a jeho rádců, katalog dobrých skutků a popis tří hlavních nařízení – poslušnosti, mlčení a pokory. Druhá část je obsáhlejší a najdeme v ní liturgický, trestní a kajícný kodex, pravidla pro přijímání nových členů a pořádek v komunitě, dále předpisy o děkanech, ložnici bratří, hmotném majetku, jídle a spánku, práci, modlitbě, vztazích s okolím, hostech a podřízených, volbě opata a převora, vrátném. Řeholi uzavírá dodatek o bratrských vztazích. Rozdílnost mezi autorem Benediktovy a Mistrovy řehole je především v institucionální části a v závěru. Kde autor Mistrovy řehole obsáhle vypisuje každou maličkost, tam dává autor Benediktovy řehole větší důvěru opatovi a jeho úsudku. Celé společenství je pak postaveno na zesílených horizontálních vztazích, do kterých se promítá Augustinovo učení o bratrství. Na rozdíl od Mistrovy řehole, kde jmenuje opat svého nástupce sám, si zde mniši svého opata volí, a to ze svých řad. Autor Benediktovy řehole neustupuje v askezi a jeho trestní aparát je mnohdy přísnější, než bylo zvykem dříve, přesto nově dbá na lidskou individualitu právě v duchu sv. Augustina „každému podle jeho potřeb“. Den v klášteře má být řízen modlitbami a bohoslužbou (opus Dei), která je zde vůbec nejdůležitější činností mnichů. Den je rytmizován modlitbami – začíná při úsvitu laudy, pokračuje několika kratšími obřady během dne, noční modlitby (tzv. matutinum) jsou nejdelší a nejpropracovanější a liší se podle dnů v roce. Zbytek dne je rozdělen mezi četbu (3 hodiny) a práci (7 hodin). V létě mají mniši spát 6 hodin a v zimě 8. Na rozdíl od východní tradice trvá autor na přísném dodržování klauzury (tzn. mniši nesmí opustit předem vymezený prostor kláštera). Autor nepočítá s tím, že by byl klášter bohatý. Pokud vlastní nějaký majetek, tak má být spravován společně opatem a mnichy. Celá řehole je vystavěna harmonicky a snaží se vyhnout extrémům. Rozvrhuje citlivě intelektuální a tělesnou práci a činnost duchovní. Problémový je přístup mnichů ke spisům nekřesťanských autorů. Řehole se o nich nezmiňuje.

## Rozšíření
Benediktova řehole se od tehdejších řeholí, které byly mnohem více šité na míru konkrétním klášterům nebo konkrétním provinciím, odlišovala právě svou univerzálností. I proto se stala tak oblíbenou. Její šíření šlo ruku v ruce s rostoucí oblíbeností klášterů v 6. a 7. století. V této době zcela vytlačila Mistrovu řeholi, musela se však potýkat s řeholí irského katolického mnicha sv. Kolumbána (590–615), kterou na kontinentu propagovali misionáři z Irska. Kolumbánova řehole čerpala na rozdíl od Benediktovy z přísné asketické tradice a tím se blížila k východní tradici. Dlouho byla v klášterech Galie, Španělska a anglosaské Anglie používána tzv. smíšená řehole – část od Kolumbána a část z řehole Benediktovy. 
Vítězné tažení Benediktovy řehole na Ostrovech zahájila synoda ve Whitby (664). Zde bylo přijato římské počítání Velikonoc a římská mnišská tonzura pro království Northumbrie, což znamenalo počátek církevní unifikace celé Británie řízené z Říma a tím i potlačování místních keltských zvyků. Anglosaští misionáři pak Benediktovu řeholi dále rozšířili také v irských klášterech a ve východogermánských zemích, především ve Frísku, Sasku, Durynsku-Hesensku a Bavorsku. Jejich úsilí odpovídalo úsilí dynastie Karlovců o jednotnou církevní organizaci, protože franští králové se v této době pomocí centralizace snažili vymanit staré církevní úřady z nadvlády místní aristokracie. Když Karel Veliký navštívil roku 787 klášter Montecassino, přislíbil mu opat Theodmar zaslání opisu Řehole z údajného autografu samotného Benedikta, který mniši uchovávali. (A k poslání opisu skutečně došlo. Zachoval se dopis opata Theodmara, který je pravděpodobně doprovodem zaslaného opisu – zde stojí, že se jedná o kopii z kodexu, který sepsal Benedikt vlastní rukou.) Tato verze Řehole byla po jeho smrti Benediktem z Aniane (750–821) a s pomocí Karlova syna Ludvíka Pobožného prosazena na synodě v Cáchách (817) jako text závazný pro všechny kláštery a byla tak přijata jako monopolní soubor pravidel mnišského života na Západě.

## Původ nejstarších rukopisů a spor o Benediktovo autorství
Řehole byla poprvé vydána tiskem roku 1489 a první kritické vydání připravil Daniel Haneberg v Mnichově. Za jejího autora je od 7. století považován sám zakladatel kláštera Montecassino – Benedikt z Nursie. Od 19. století je však jeho autorství badateli zpochybňováno. Jazykem řehole se poprvé roku 1895 zabýval Eduard Wölfflin. Nejrozsáhlejší moderní rozbor poskytl roku 1898 Ludwig Traube. Již Haneberg rozdělil nejstarší rukopisy na dvě větve podle prvního slova – „ausculta“ a „obsculta“. Traube tvrdil, že typ ausculta se vyskytuje v 7. a 8. století v Německu, Itálii, Galii a Anglii. Typ obsculta pak spojoval s franským královstvím na přelomu 8. a 9. století a rozpoznával zde vliv karolinské renesance. Faktem zůstává, že Monte Cassino bylo obnoveno Petronakem z Brescie kolem roku 717, kdy zde údajně přežívalo několik mnichů v troskách původního kláštera. Řehole sv. Benedikta se zde začala užívat až po reformování kláštera anglosasem Willibaldem roku 729. Roku 774 se vlády nad severní Itálií zmocnili Frankové a klášter zažívá rozkvět pod opatem Theodmarem. Roku 775 se v písemných pramenech poprvé objevil mnich Pavel Jáhen, autor spisu Historia Langobardorum a učenec, který byl přizván v 80. letech na dvůr Karla Velikého. Právě Pavel Jáhen tvrdil, že koncem 6. století, kdy Monte Cassino zaniklo, si mniši s sebou do Říma odnesli původní Benediktovu řeholi. Nikde však přímo nezmiňoval, zda šlo o autograf. Mnohem později zmiňuje Lev z Ostie, že mniši donesli řeholi do Lateránu), jehož opat byl jmenován v Dialozích papeže Řehoře I. Velikého. Nic bližšího o klášteru nevíme. Pavel dále pokračuje tím, že v polovině 8. století údajně zaslal papež Zachariáš (741–752) řeholi opatu Petronaxovi a ta byla psána rukou samotného Benedikta. Traube tvrdí, že rukopis se z Monte Cassina dostal nejprve do Lateránu a odtud pak do papežské knihovny. Lev z Ostie pokračuje líčením vyplenění Monte Cassina Saracény roku 883. Mniši se uchýlili do kláštera Teano u Kapuy. Jeho knihovna ale roku 886 vyhořela a z údajného kodexu, který měl obsahovat Benediktův autograf řehole, se zachoval jen jeden list (folio 72–73). Již Jean Mabillon usuzoval, že tento list pochází z doby mladší než šesté století.
Opis údajného montecassinského Benediktova autografu, zaslaný císaři Karlovi, byl roku 817 použit na synodě v Cáchách. Kolem roku 820 do kláštera poslal reichenavský opat dva mnichy – Grimalda a Tattona. Ti na žádost knihovníka Reginberta pořídili opis z opisu řehole. Jejich dopis knihovníkovi byl posléze vevázán do tzv. kodexu A ze St. Gallenu (sig. 911). Tatto se později stal opatem v Reichenau a Grimald v opatství svatého Havla. Opis, který tito mniši pořídili, patří do větve obsculta. Sanktgallenský kodex je starší po stránce jazykové – jde o italskou latinu ze 6. století. Opis však pochází až z doby cášské synody. Opisy větve ausculta jsou sice fyzicky starší, ale co se jazykových prvků týče, pocházejí až ze 7. století. Jsou navíc interpolovány. Z jazykového hlediska se řadí kodex A do období života svatého Benedikta. Historicky však zatím nelze rekonstruovat ani Benediktovo autorství, ani vystopovat osudy případného autografu.

## Použití
Řehole sv. Benedikta stála v průběhu dějin v centru několika klášterních reforem (např. ve 12. století), které se snažily obnovit její čistotu a často k ní dodávaly doplňující ustanovení. Mezi nejdůležitější řády, které se dnes řeholí řídí, patří benediktini, cisterciáci a trapisté.

### Česká vydání
- Řehole svatého otce Benedikta. Opatství emauzské, Praha 1938. dostupné online
- Řehole Benediktova. Přel. Alžběta Franecová, Vojtěch Engelhart a Ondřej Koupil. Benediktinské arciopatství sv. Vojtěcha a sv. Markéty, Praha 1998. ISBN 80-238-2676-X (latinsky)(česky)